# У тилу ворога (фільм)
У тилу ворога (англ. Behind Enemy Lines) — американський бойовик 1986 року.

## Сюжет
У 1973 році, у ході операції з порятунку американських військовополонених загін полковника Купера потрапляє в засідку і опиняється в руках вьетконгівского командира Віна, який, як з'ясовується, не проти зрадити своїх товаришів по зброї і емігрувати до США.

## У ролях
- Девід Керрадайн — полковник Джеймс Купер
- Чарльз Р. Флойд — Спаркс
- Мако — капітан Він
- Стів Джеймс — Джонстон
- Філ Брок — Адамс
- Деніел Деморест — Томас
- Тоні Пірс — Вайт
- Стів Фрідман — Скотті
- Джеймс Ейксон — МакКой
- Руді Деніелс — генерал Морган
- Кен Меткаф — генерал Вівер
- Кеннет Вівер — Тіг
- Ірма Алегре — дівчина-бармен
- Спанкі Манікан — північно-в'єтнамський офіцер
- Естрелла Антоніо — в'єтнамська мати
- Тоні Бесо мол. — хлопчик в селі
- Джон Фальх — солдат з Томасом
- Пен Медіна — північно-в'єтнамський військовий 1 в порожньому таборі
- Кріс Гулд — військовополонений 1
- Брайан Робіллард — військовополонений 2
- Лейф Ерландсон — військовополонений 3
- Брайан Таскер — військовополонений 4
- Джим Гейнс — військовополонений 5
- Ерік Хан — солдат 1
- Мансур Халілі — солдат 2
- Тоні Ріллі — солдат 3
- Віллі Вільямс — солдат 4
- Авраам Карпік — Мерфі
- Білл Кіпп — солдат на складі ПММ
- Ендрю Соммер — солдат на складі ПММ
- Віктор Барджо — солдат на складі ПММ
- Джон Баррет — солдат на складі ПММ
- Генрі Стрцалковскі — солдат на складі ПММ
- Кріс Агілар — викидайло